# Navy Cross
Navy Cross är en amerikansk tapperhetsmedalj som vanligtvis tilldelas militär personal i USA:s flotta, USA:s marinkår samt USA:s kustbevakning, men den kan även utdelas till militärer från andra försvarsgrenar.
Navy Cross är den näst högsta utmärkelsen som tilldelas av USA:s marindepartement. Navy Cross motsvarar arméns Distinguished Service Cross och flygvapnets Air Force Cross.